# Nuno Pereira (Leichtathlet)
Nuno Manuel Silva Pereira (* 27. November 2000 in Funchal) ist ein portugiesischer Mittelstreckenläufer, der sich auf den 1500-Meter-Lauf spezialisiert hat.

## Sportliche Laufbahn
Erste internationale Erfahrungen sammelte Nuno Pereira im Jahr 2019, als er bei den U20-Europameisterschaften in Borås in 3:55,85 min auf Anhieb die Goldmedaille gewann. Anschließend startete er bei den Crosslauf-Europameisterschaften in Lissabon im U20-Rennen, konnte seinen Wettkampf aber nicht beenden. 2021 schied er bei den Halleneuropameisterschaften in Toruń mit 3:42,38 min im Vorlauf über 1500 Meter aus und im Juli gelangte er bei den U23-Europameisterschaften in Tallinn mit 3:42,11 min auf Rang elf. Im Jahr darauf schied er bei den Ibero-Amerikanischen Meisterschaften in La Nucia mit 1:50,36 min in der Vorrunde im 800-Meter-Lauf aus und im Dezember wurde er bei den Crosslauf-Europameisterschaften in Turin mit 17:56 min Zehnter in der Mixed-Staffel. 2023 belegte er bei den World University Games in Chengdu in 3:41,56 min den fünften Platz über 1500 Meter und bei den Crosslauf-Europameisterschaften 2024 in Antalya landete er nach 24:16 min auf dem 68. Platz im Einzelbewerb. Im Jahr darauf schied er bei den Halleneuropameisterschaften in Apeldoorn mit 3:38,25 min in der Vorrunde über 1500 Meter aus und belegte im Juli bei den World University Games in Bochum in 3:47,12 min den sechsten Platz.
2020 wurde Pereira portugiesischer Meister im 800-Meter-Lauf und 2019 und 2025 wurde er Hallenmeister im 1500-Meter-Lauf.

## Persönliche Bestleistungen
- 800 Meter: 1:48,13 min, 30. Mai 2021 in Chorzów
  - 800 Meter (Halle): 1:49,25 min, 14. Februar 2021 in Braga
- 1500 Meter: 3:32,16 min, 21. Juni 2025 in Dessau-Roßlau
  - 1500 Meter (Halle): 3:37,68 min, 22. Februar 2025 in Pombal
- 3000 Meter: 7:54,92 min, 17. Juli 2024 in Braga
  - 3000 Meter (Halle): 7:50,86 min, 23. Februar 2025 in Pombal